# Gottfried Olearius (Theologe, 1604)

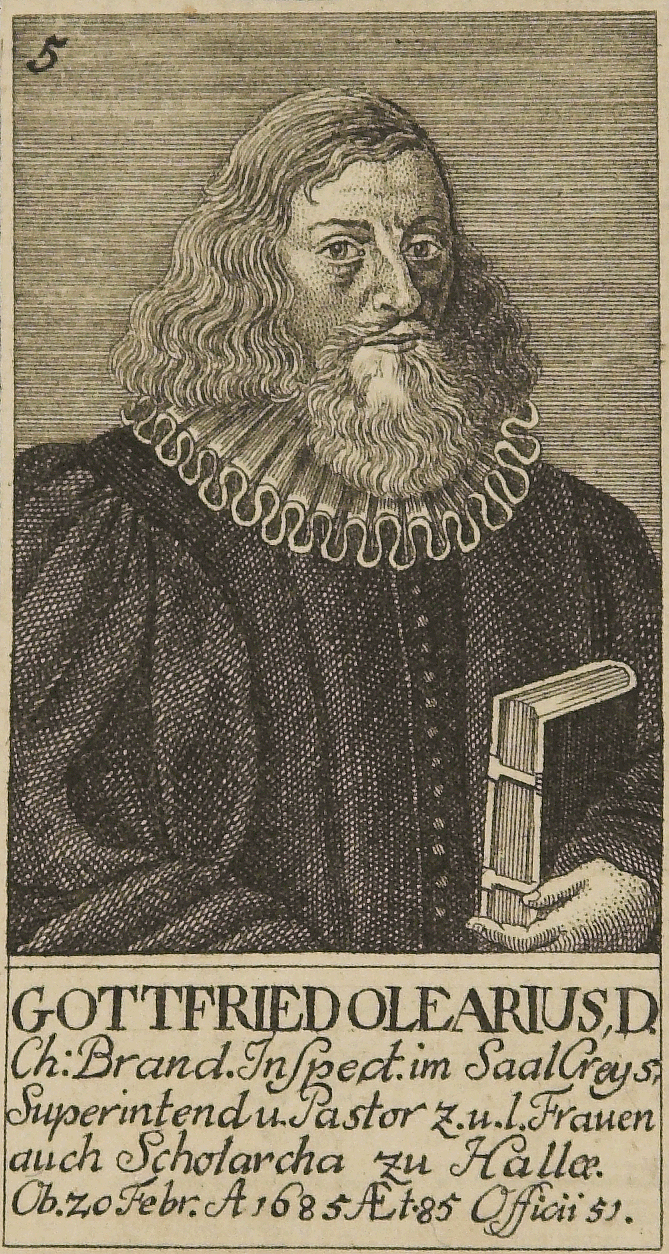
Gottfried Olearius (in: Johann Christoph von Dreyhaupt, Beschreibung des Saalkreises, 1750)

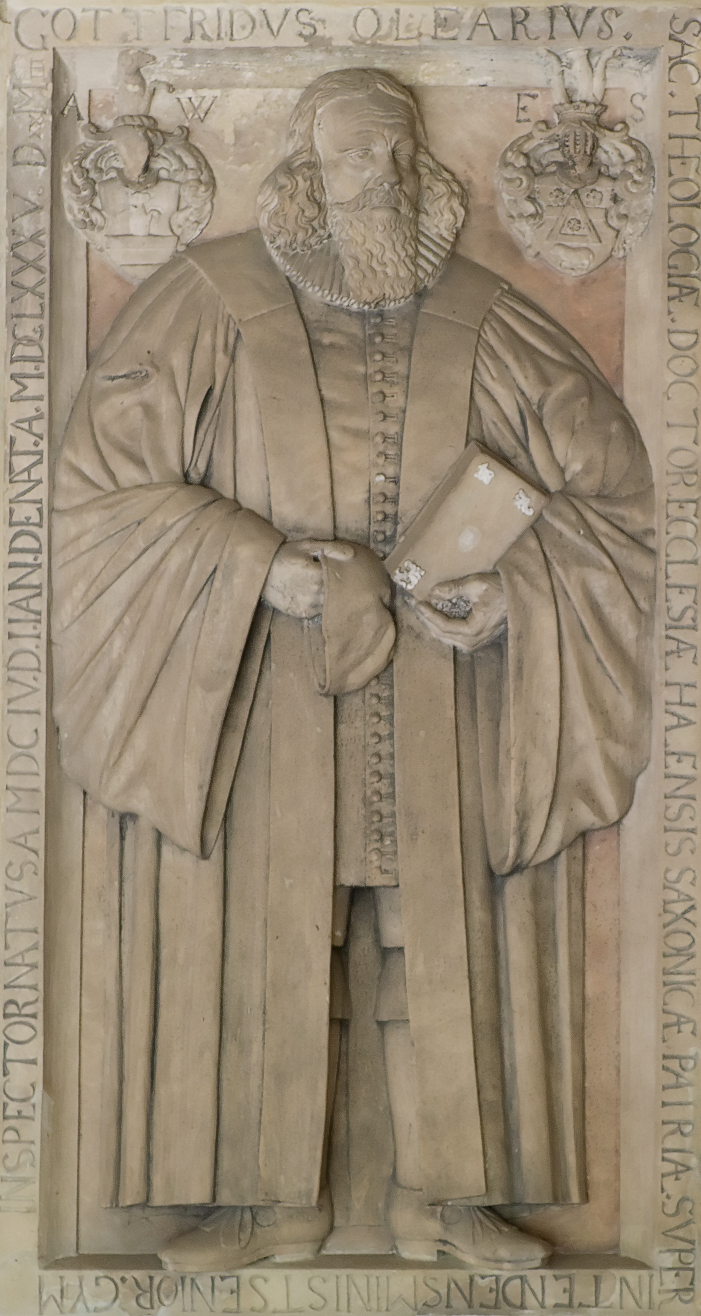
Epitaph auf dem Stadtgottesacker Halle.

Gottfried Olearius (* 1. Januar 1604 in Halle; † 20. Februar 1685 ebenda) war ein deutscher evangelischer Theologe und Superintendent des Kirchenkreises Halle, der auch als Chronist der Stadt Halle tätig war.

## Leben
Olearius war das zweite Kind des Professors der Theologie Johannes Olearius (1546–1623) und seiner zweiten Ehefrau Sibylla (geborene Nicander; 1584–1622). Er besuchte das Stadtgymnasium in seiner Heimatstadt, bevor er 1622 ein Studium der Philosophie und Theologie an der Universität Jena aufnahm. Nach dem Tod seiner Eltern erhielt er ein Stipendium und ging nach Wittenberg, wo er sein Studium fortsetzte. 1625 wurde er Magister und unterrichtete in den folgenden Jahren andere Studenten, aber auch den jungen Prinzen Johann von Anhalt-Zerbst in Sprachen, Theologie und Philosophie. Im Jahre 1629 wurde er Adjunkt der philosophischen Fakultät. Drei Jahre später, 1633, war er nach seiner Ordination kurz als Diakon in Wittenberg tätig. Ab März 1634 wirkte er als Prediger der Ulrichskirche in Halle. Im selben Jahr erhielt er auch den Grad des Lizenziats in Wittenberg und wurde zum Doktor der Theologie promoviert. Ab 1647 war er Oberprediger und Superintendent der Marktkirche und ab 1667 Senior der Geistlichkeit der Stadt.
Neben seinen geistlichen Tätigkeiten las der Lutheraner Vorlesungen für Studenten und veröffentlichte eine Vielzahl von Disputationen und Predigten. Daneben beschäftigte er sich mit Botanik, Astronomie und vor allem der Geschichte der Stadt Halle (s. u.).
Im Juli 1656 unternahm Olearius eine neuntägige Harz-Reise und besuchte die Roßtrappe, die Baumannshöhle, Burg Regenstein, den Brocken und die Einhornhöhle. Darüber existiert eine umfangreiche Reisebeschreibung, eine der frühesten in ihrer Art. Auch sein Begleiter, ein „Studiosus von Alvensleben“, fertigte eine Beschreibung der Reise an (Beschreibung des Brockenbergs, Reinsteins, Baumannshöhle, Hartzes zc. und der dahin verbrachten Reise 1656, LHASA Md Rep.H Erxleben II, Nr. 952).
Nachdem Olearius am 29. Januar 1685 einen Schlaganfall erlitten hatte, starb er am 20. Februar 1685 im Alter von 81 Jahren. Er wurde am 26. Februar auf dem Stadtgottesacker (Bogen 74) beigesetzt.

## Chronist der Stadt Halle
Olearius veröffentlichte 1667 bei Johann Wittigau in Leipzig das Werk Halygraphia Topo-Chronologica, Das ist: Ort- und Zeit-Beschreibung der Stadt Hall in Sachsen, ein zweibändiges Werk, das geistliche und weltliche Strukturen der Stadt aufzeigt und die Topographie Halles, so in Form eines Stadtplans, darstellt. Das Buch ist zudem eine Zusammenfassung älterer stadtgeschichtlicher Quellen. Vor allem Johann Christoph von Dreyhaupt (1699–1768, Beschreibung des Saalkreises) nutzte Olearius’ Werk als Grundlage eigener Arbeiten. 1679 erschien eine zweite Auflage des Werkes, erweitert und aktualisiert, unter dem Titel Halygraphia aucta & continuata: Orts- und Zeit-Beschreibung Der Stadt Hall in Sachsen.

## Familie
Olearius war zwei Mal verheiratet. Seine erste Ehe schloss er am 11. November 1634 mit Anna Wogau (get. 15. September 1612 in Halle; † 3. September 1636 ebenda), der Tochter des Hallenser Ratskämmerer Johann David Wogau. Nach ihrem Tod durch die Pest heiratete Gottfried Olearius am 16. Januar 1638 Elisabeth Schäffer (* 9. April 1607 in Halle; † 24. September 1674 ebenda), die Tochter des Juristen und Salzgrafen Johann Schäffer und dessen Frau Barbara Bauer. Aus seinen Ehen stammen neun Kinder, drei aus erster Ehe und sechs aus zweiter Ehe. Von den Kindern sind bekannt:
1. Johann Gottfried Olearius (* 28. September 1635 Halle; † 21. Mai 1711 in Arnstadt)
2. Johannes Olearius
3. Friedrich Olearius (* † 1640)
4. Christoph Olearius (* † 1642)
5. Dorothea Olearius (* 14. August 1643 in Halle; † 29. Januar 1677 ebenda)
6. August Olearius (* 2. März 1646 in Halle; † 17. Dezember 1657 ebenda)
7. Theodor Olearius (* † 1647)

## Schriften (Auswahl)
- Halygraphia Topo-Chronologica, Das ist: Ort- und Zeit-Beschreibung der Stadt Hall in Sachsen: Aus Alten und Neuen Geschichtschreibern/ gedruckten und geschriebenen Verzeichnissen/ sampt eigenen viel Jährigen Anmerckungen … zusammen getragen … und nebst in Kupffer gebrachten Grund- und Seit-Riß/ auch nothwendigen Registern/ verfertiget / von Gottfrido Oleario, D. Superintendente, OberPfarrern/ und des Gymnasii Inspectore daselbst…. Wittigau, Leipzig 1667 4°
- Halygraphia aucta & continuata: Orts- und Zeit-Beschreibung Der Stadt Hall in Sachsen/ Vermehret und biß an das itzt lauffende 1679. Jahr erweitert / durch Gottfridum Olearium, D. Zu Ende ist als nützlicher Anhang beygefüget/ Ernesti Brotuffii, Des berühmten alten Historiographi Jm Jahr 1554. verfaßte/ und zuvor niemals gedruckte Chronica von den SaltzBornen und Erbauung der Stadt Hall; ex Museo Possessoris avtographi, M. Joh. Gottfr. Olearii, Hübner, Salfeld, Halle 1679 4°
- De Principio Rerum Naturalium, ex mente Heracliti Physici, Cognomento Skoteinu, Exercitatio. Leipzig 1697 (digital.slub-dresden.de).